# Collie barbudo
El Collie barbudo es una raza de perro mediano de pelaje largo, que originalmente fue utilizado en tareas de pastoreo. Es originario de Escocia, donde se originó de una raza de pastores húngaros importados en 1514.

## Características

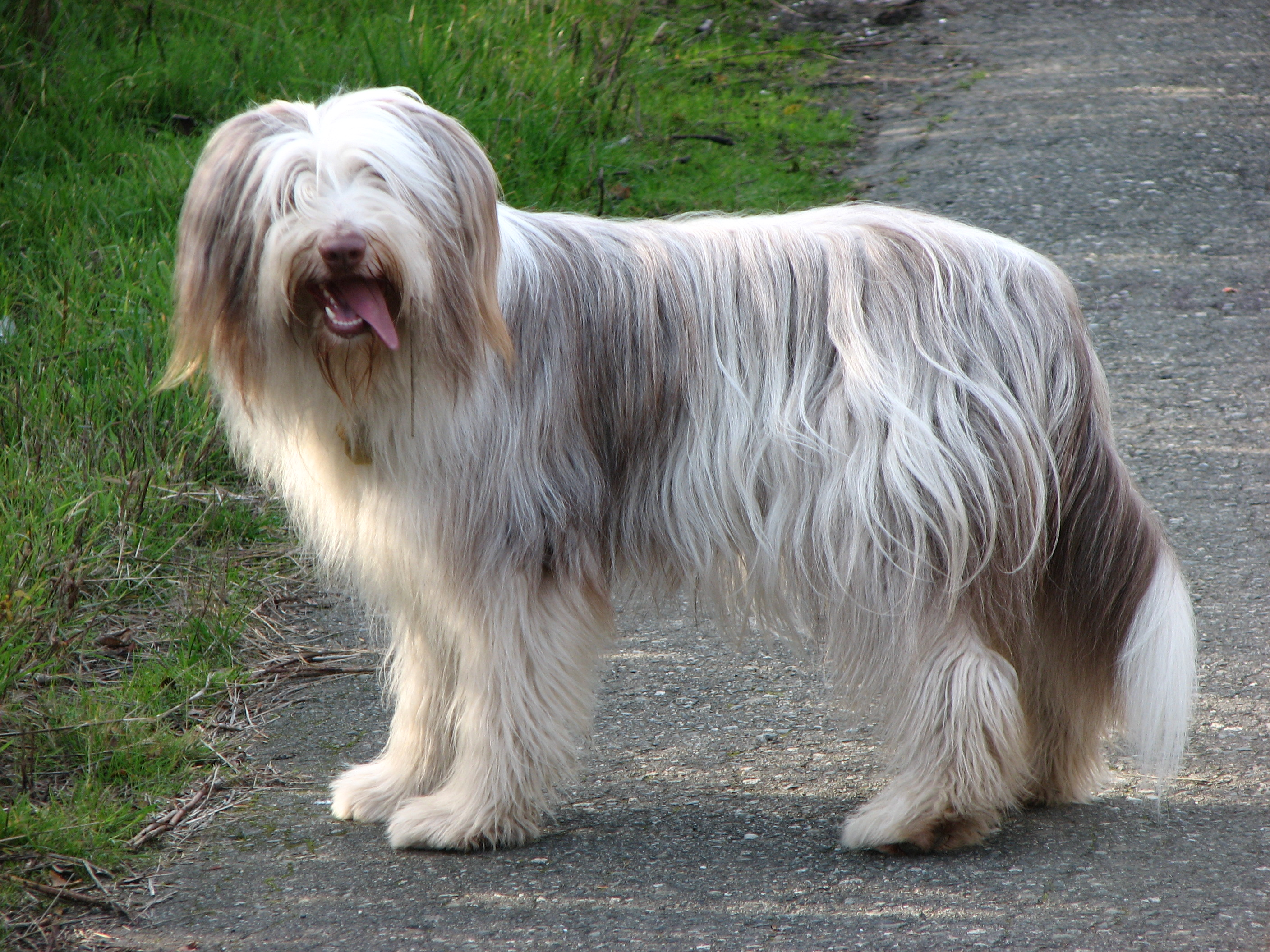
Ejemplar de Collie Bardudo.

Es un perro inteligente, fácil de adiestrar y vivaz, y que no presenta signos de nerviosismo o agresividad. Es una buena mascota, con buen trato con niños.
Tiene una proporción largo/alto cercana a 5/4, midiendo hasta la cruz unos 55 cm. Puede ser de color gris, negro marrón o amarillo, con o sin marcas blancas.
Su pelaje necesita un cuidado especial, que incluya cepillados y visitas al peluquero.
Vive aproximadamente 13 años.